# Federica Luppi
Federica Luppi (...) è un'astronoma amatoriale italiana, di professione chimico.
Il Minor Planet Center la accredita per la scoperta dell'asteroide 277816 Varese, effettuata il 2 aprile 2006 in collaborazione con Luca Buzzi.